# C/O柏林

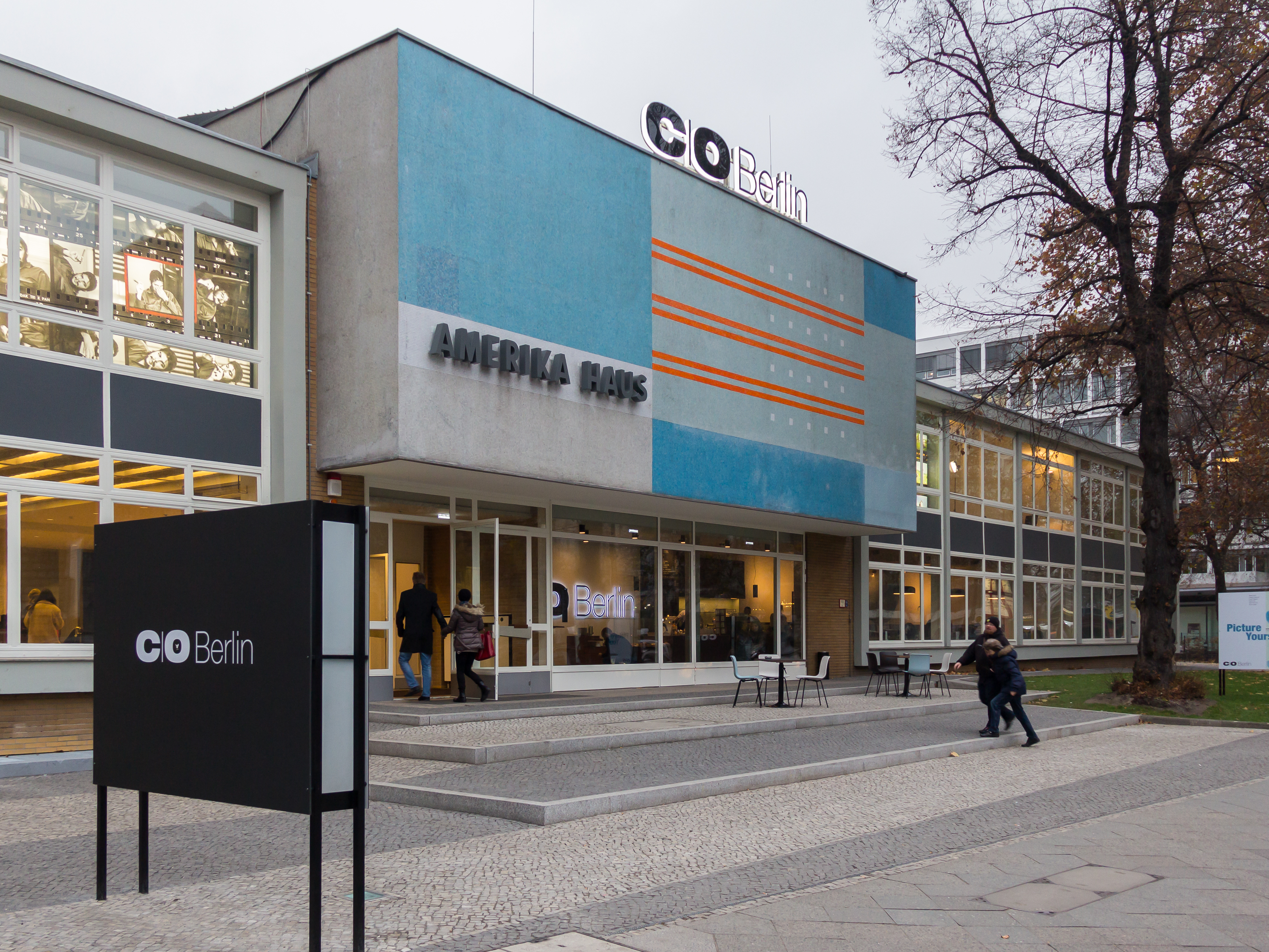
德国柏林美国楼（柏林）中的C/O柏林。

C/O柏林是德国柏林的一家摄影展览馆。展馆面积约2200平方米，不断更新展出一些国际摄影师的摄影作品，同时举办相关内容的导览、讲座、工作室和研讨会等活动。
从2013年起，C/O柏林成为一家私法性质的公益项目基金会，以C/O柏林基金会（C/O Berlin Foundation）的名义运营。
C/O这个名字表达了一种主动性和灵活性。在德国邮政规范中，缩写“c/o”（Care of）被用于注明负责将邮件转交给实际收信人的个人或组织。在这个名字里，它代指了世界各国不拘束于地域的、活跃的摄影师和摄影爱好者，并通过“Taking care of”（照顾、关心）的含义，代指众多个人对摄影做出的积极贡献。

## 发展史

### 肇始
2004年之前，C/O柏林基金会还没有一个国立的、用于展览摄影作品的文化机构。鉴于这种情况，摄影师斯蒂芬·爱尔福特（Stephan Erfurt）、设计师马克·纳罗斯卡（Marc Naroska）和建筑师英戈·波特（Ingo Pott）决定设立了一个独立于机构体制之外的私人展览，并于2000年将这个想法通过一场玛格南摄影通讯社的回顾展付诸实现。作为C/O集团，那次临时展览在柏林米特区的邮政局大楼举行，展期达三个月，共计三万人参观了展览。因为展览取得了巨大成功，三位艺术家决定将这次临时的创意和合作继续下去。不久之后，在同一地点举行了马丁·帕尔的作品展。

### 里尼大街时期
2001年，因德国邮政计划将邮政局大楼作为资产出售，与C/O柏林结束了租约。C/O柏林在米特区里尼大街144号开设新址，在四层总计1000平方米的展厅继续举办摄影展。到2006年，他们在这里展出了勒内·布里、汤姆·伍德、芭芭拉·克莱姆、玛格丽特·布尔克-怀特、詹姆斯·纳赫特韦等等多位摄影师的作品。这一时期，三位创始人按照现代艺术管理理念，扩充了C/O柏林团队，并引入新的项目形式，如举行讲座，为富有天赋的年轻一代提供机会，等等。很快，C/O柏林发展成为柏林一家固定的摄影艺术中心。

### 邮政局大楼时期

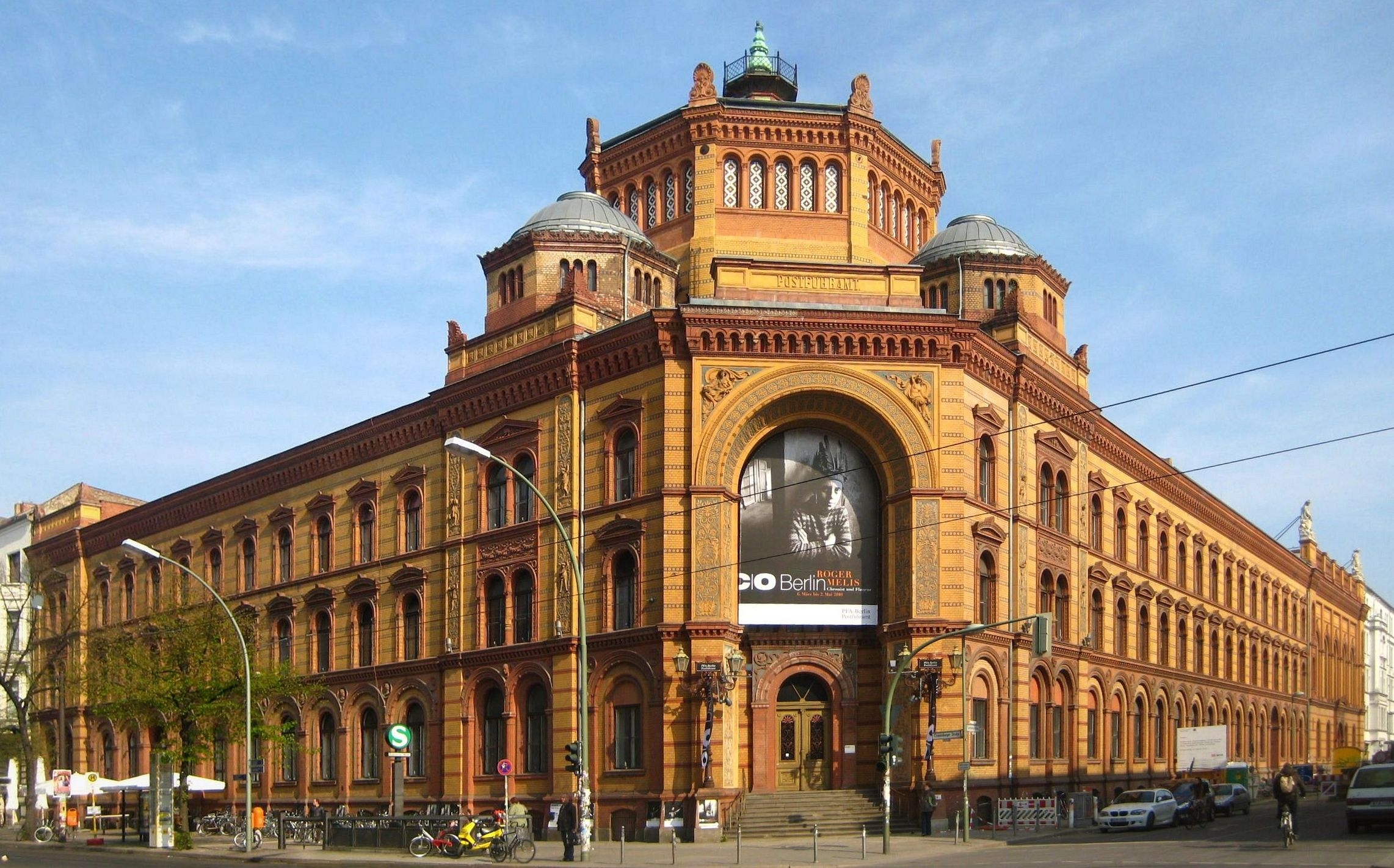
柏林邮政局大楼（Postfuhramt）。

2006年初，德国邮政终于将邮政局大楼（Postfuhramt）出售给一个私人投资者。C/O柏林的三位创立者说服了这位投资者，租下了大楼的一部分作为他们的临时展厅。2006年6月，C/O柏林的展览重返邮政局大楼。后来7年间，C/O柏林在1800平方米的展厅里，展出了安妮·莱柏维兹、托马斯·赫普克尔、南·戈丁、罗伯特·梅普尔索普、贝蒂娜·兰斯、亚历克·索思、伦纳德·弗里德、拉里·克拉克、阿诺德·纽曼、西比勒·贝格曼、彼得·林德贝格以及格雷戈里·克鲁森等艺术家的作品。C/O柏林还扩展了活动范围，举办了青少年活动“Teens”，读书日“Book Days”，摄影日“Photography Days”以及结合古典和现代的音乐会。因其展览规模、国际性以及活动的多样性，C/O柏林逐渐成为了德国最重要的摄影艺术展览方之一。
2012年夏天，邮政局大楼被另一位投资商买下。C/O柏林在米特区选取了70余处备选地址，准备搬迁。在备选的新址里，符合长期租用要求的只有奥古斯特大街的前柏林犹太女校和蒙比约公园里柏林魏森湖艺术高等学校的一座老校舍。和犹太人团体的谈判失败之后，C/O柏林集中力量和老校舍的所有者柏林米特区政府谈判。2011年9月，区议员会议一致决定，2012年秋开始，C/O柏林可以使用并扩建这座老校舍。之后，C/O柏林和建筑事务所pott architects合作，为新址做了短期和长期的使用规划。
可是在2012年夏天，之前区医院会议的决议被证明缺乏法律依据。因为根据一份较早的建设规划，这座老校舍虽然实际存在，但在法律上是不存在的。于是，C/O柏林对其的翻修和使用权被取消。与此同时，邮政局大楼又要被重新出售给了柏林的一家生物制药公司Biotronik。C/O柏林的临时租用届时也将到期。2013年3月8日，C/O柏林不得不永久关闭了邮政局大楼的展览。

### 美国楼时期
2012年12月12日，在柏林市文化管理促进机构的帮助下，C/O柏林获准于2014年将夏洛滕堡区的美国楼作为自己的新驻地，租期21年。同处于这幢建筑中的还有柏林州公民政治教育中心。从2014年6月底开始，C/O柏林基金会通过众筹募集两千五百万欧元，将这座柏林州所有的建筑彻底翻修，终于在2014年10月30日重新开展。基金会将这座建筑彻底整修回了它原有的面貌。截至重新开展，仍有大约60万欧元整修费用尚未筹措。
美国楼为C/O柏林提供了2300平方米的空间，比过去历次驻地都要大。此外，此楼对面不远处便是柏林摄影博物馆和赫尔穆特·牛顿基金会，C/O柏林希望加强与这两个近在咫尺的机构合作，以获得长足发展。

## 展览讲座
每年，C/O柏林都要举办最多15场展览。过去数年间，展出的多是国际著名摄影师的作品，如安妮·莱柏维兹、托马斯·赫普克尔、罗伯特·梅普尔索普、贝蒂娜·兰斯、伦纳德·弗里德、彼得·林德贝格、皮埃尔和吉尔斯、卡尔·拉格斐、塞巴斯蒂昂·萨尔加多、马丁·帕尔、詹姆斯·纳赫特韦、安东·科宾和亚瑟·费利希等等。2012年展出了“永恒的美丽——100年模特摄影展——从Man Ray到Mario Testino（Zeitlos schön-100 Jahre Modefotografie von Man Ray bis Mario Testino）”。过去11年里，共有87万人参观了总计78场C/O柏林的展览。
每年，C/O柏林会举行最多四场关于摄影、设计和建筑领域的最新进展和问题的研讨会。丹尼尔·利贝斯金德、勒内·布里、伊莎贝尔·雨蓓、杰夫·沃尔、卡尔·拉格斐、于尔根·特勒及伦纳德·弗里德等都在这里讲述过他们的工作和自己的经验和观点。

## 后辈培养
每年，C/O柏林会发起一次名为“天赋（Talents）”的国际当代年轻摄影作品及艺术评论竞赛。每年的四次个人展览，分别被归入一个展览名录中。另外，通过和歌德学院的合作，“天赋”竞赛同时也在斯德哥尔摩、纽约、惠灵顿和圣地亚哥举行。此外，C/O柏林每年还会为儿童举行多次名为“少年（Junior）”的工作坊，推广摄影、建筑和设计方面的启蒙教育。

## 注解
1. ↑  C/O Berlin: Etwas wird sichtbar （页面存档备份，存于），Der Tagesspiegel，2014年10月26日

## 链接
- C/O柏林官方网站（页面存档备份，存于）

52°30′24″N 13°19′50″E / 52.50667°N 13.33056°E